# Tia gamma
Tia gamma ký hiệu là γ, là một loại bức xạ điện từ hay quang tử có tần số cực cao.
Tia gamma không lệch về cực nào của tụ điện, bản chất như tia sáng.
Tia gamma có bước sóng thấp nhất (<10−12 m) và tần số cao nhất (1020 - 1024 Hz) trong số các sóng điện từ vì vậy nó mang nhiều năng lượng nhất so với sóng radio, vi sóng, tia hồng ngoại, ánh sáng, tia cực tím, tia X.
Năng lượng cao dẫn đến tia gamma có khả năng ion hóa mạnh trong môi trường vật chất. Khi tương tác ion hóa nó mất dần năng lượng và do đó không còn thuần nhất về bước sóng, đồng thời trong môi trường thì hiện ra vệt ion hóa dạng đường thẳng của từng photon. Vì thế trong nghiên cứu vật lý học nó được đề cập đến là "hạt" và không áp dụng được các phương pháp truyền thống cho sóng điện từ hay quang học.
Khả năng ion hóa cao của tia gamma dẫn đến nó rất nguy hiểm với các sinh vật sống.
Tia gamma sinh ra từ các phản ứng hạt nhân, gồm có:
- Quá trình phân rã các đồng vị có tính phóng xạ, như đồng vị kali 40K;
- Tương tác giữa các hạt cơ bản, như quá trình hủy cặp electron-positron, hay va đập của neutron vào hạt nhân urani 235U gây vỡ hạt nhân này.

## Lịch sử
Tia gamma được Paul Villard, một nhà hóa học và vật lý người Pháp, phát hiện ra vào năm 1900, trong khi đang nghiên cứu các bức xạ phát ra từ radi. Tia bức xạ này được Ernest Rutherford đặt tên là "gamma" vào năm 1903.
Việc quan sát tia gamma lần đầu tiên được thực hiện vào năm 1960 bởi các cuộc nghiên cứu mang tên Apollo và Ranger. Các cuộc khảo sát trên bầu trời lần đầu tiên được thực hiện vào đầu những năm 1970 bởi vệ tinh SAS-2 và COS-B, và tiếp tục bởi các vệ tinh của chương trình HEAO (High Energy Astronomy Observatory Program) do NASA thực hiện vào cuối thập kỉ 70, và sau đó là vệ tinh Granat vào cuối những năm 90.